# بنكوي كاظمي (مقاطعة فيروزآباد)
بنكوي كاظمي (بالفارسية: بنکوی کاظمی) هي قرية تقع في قسم خواجه‌اي الريفي في إيران. يقدر عدد سكانها بـ 0 نسمة بحسب إحصاء 2016.